# Ривадавия (департамент, Сантьяго-дель-Эстеро)
Департамент Ривадавия  (исп. Departamento de Rivadavia) — департамент в Аргентине в составе провинции Сантьяго-дель-Эстеро.
Территория — 3402 км². Население — 5015 человек. Плотность населения — 1,50 чел./км².
Административный центр — Сельва.

## География
Департамент расположен на юго-западе провинции Сантьяго-дель-Эстеро.
Департамент граничит:
- на севере — с департаментом Агирре
- на востоке — с провинцией Санта-Фе
- на юго-западе — с провинцией Кордова
- на северо-западе — c департаментом Митре

## Административное деление
Департамент включает 3 муниципалитета:
- Сельва
- Колония-Альпина
- Пало-Негро

## Важнейшие населенные пункты[3]
| № | Населённый пункт | Населённый пункт (исп.) | Категория | Население чел. (2010) | На карте                        |
| - | ---------------- | ----------------------- | --------- | --------------------- | ------------------------------- |
| 1 | Сельва           | Selva                   | город     | 2878                  | 29°46′05″ ю. ш. 62°02′51″ з. д. |
| 2 | Колония-Альпина  | Colonia Alpina          | поселок   | 403                   | 30°03′36″ ю. ш. 62°06′17″ з. д. |
| 3 | Пало-Негро       | Palo Negro              | поселок   | 241                   | 29°40′31″ ю. ш. 62°08′12″ з. д. |